# Немет, Миклош (легкоатлет)
Миклош Немет — венгерский легкоатлет, который специализировался в метании копья. На олимпийских играх 1976 годы выиграл золотую медаль с мировым рекордом — 94,58. Чемпион Венгрии в 1973, 1980, 1981 и 1983 годах. Победитель Универсиады 1970 года. Признан лучшим легкоатлетом Венгрии в 1976 году и лучшим легкоатлетом страны в 1967, 1975, 1976 и 1977 годах.
Его отец, Имре Немет, также был легкоатлетом.

## Достижения
- Олимпиада 1968 — 17-е место в квалификации
- Олимпиада 1972 — 7-е место
- Олимпиада 1980 — 8-е место